# إلهام منصور
إلهام سامي منصور (1944) روائية وأستاذة فلسفة ورسامة لبنانية. ولدت في بلدة رأس بعلبك ونشأت في جونية. حصلت على البكالوريوس والماجستير في الفلسفة من الجامعة اللبنانية. نالت الدكتوراه في الفلسفة من جامعة السوربون في باريس سنة 1975. منذ 1991 نشرت العديد من الروايات والدراسات الفلسفية. اشتهرت بتشجيعها لتحرير المرأة وقضاياها في مهنتها الأدبية وهي تهتم بالرواية الواقعية والسيرة. 

## سيرتها
ولدت إلهام سامي منصور سنة 1944 في رأس بعلبك من قرى قضاء بعلبك في محافظة بعلبك الهرمل ونشأت في جونية مركز قضاء كسروان حيث تعلمت في إحدى مدارسها حتى نهاية المرحلة الثانية. ثم تزوجت وأكملت دراستها الجامعية فحصلت على إجازة في علم النفس من المعهد العالي الفرنسي للآداب 1968، وأكملت دراساتها العليا في المجال نفسه في الجامعة اللبنانية وتخرجت سنة 1970. ثم انتقلت إلى الفلسفة ونال الدكتوراه من جامعة السوربون سنة 1975، وبدأت التدريس الأكاديمي. 

## مهنتها
بدأت الكتابة في الفلسفة بعد عودتها من دراستها في باريس وأنجزت العديد من الأبحاث والدراسات. أقامت معارض فنية في بيروت ورسمت أكثر من 50 لوحة.

### الأكاديمية
تعمل أستاذة فلسفة في الجامعة اللبنانية منذ 1977، وباحثة في مركز الأبحاث والتوثيق التابع لوزارة الخارجية من 1972 حتى 1979 ثم أستاذة في كلية الآداب، الجامعة اللبنانية.  عيّنت رئيسة قسم الفلسفة في الجامعة اللبنانية من سنة 1988 حتى سنة 2000، وأستاذ زائر في كلية الفلسفة في ستراسبورغ سنة 1995. 

### الأدبية
أصدرت روايات عدة منذ أوائل التسعينيات القرن العشرين وتميزت بالواقعية والسيرة الذاتية وكتبت عن تفاصيل الحياة اليومية في مجتمعها. تهتم أكثر بالرواية النسوية أو «الإنسوية» كما تسميها. صرّحت في مارس 2011 أنها تكتب عن الحياة بما تمثّل من واقع ووقائع، «وأغوص كثيراً في اللحظة المفتوحة على زمنها بكل ابعادها. وحين ادخل الواقع وأروي ما ارى وما اريد.»  تعتبر رائدة في كتابة الرواية السيكولوجية اللبنانية. نشرت روايتها الأولي «إلى هبى» عام 1991. تلتها « هبي في رحلة الجسد». ثم « أنا هي أنت» التي تناولت السحاق ونشرت عام 2000، وكانت أول رواية في العالم العربي تعالج السحاق في عمل كامل. ثم نشرت روايتها «صورة على هاتف جوال» في 2014، وهي رواية سيرة الذاتية وأرادت الكاتبة «أن تسلط الضوء لا على منزل جديها بل على منطقة آلا وهي رأس بعلبك.» 

## أعمالها
من رواياتها:
- «إلى هبى، سيرة أولى»، دار الفارابي، 1991 [9]
- «هبى في رحلة الجسد»، سيرة ثانية، دار مختارات، 1994 [10]
- «صوت الناي أو سيرة مكان»، دار مختارات، 1995 [11]
- «أنا هي أنت»، دار رياض الريس للكتب والنشر، 2000 [12]
- «حيت كنت رجلًا، سيرة ثالثة» دار رياض الريس للكتب والنشر، 2002 [13]
- «أيهما هو»، دار رياض الريس للكتب والنشر، 2003 (ردمك 9789953211398) [14]
- «بالإذن من سفر التكوين»، دار رياض الريس للكتب والنشر، 2005 (ردمك 9953212252)
- «الصفحة الثانية»، دار رياض الريس للكتب والنشر، 2008 (ردمك 9789953213194)
- «تركت الهاتف يرن»، دار رياض الريس للكتب والنشر، 2013 (ردمك 9789953214214) [15]
- «رحلت والدتي بقيت أمي»، دار رياض الريس للكتب والنشر، 2012 (ردمك 9953215242) [16]
- «صورة على هاتف جوال»، شركة المطبوعات للتوزيع والنشر، بيروت 2014 (ردمك 9786144587027) [17]

من دراساتها:
- «نحو تحرير المرأة في لبنان (نظرة شاملة ورؤية مستقبلية)»، دار مختارات، 1995 [18]
- «المرأة اليمنية وتحديات العصر»، دار مختارات، 1995